# Äquidensiten
Äquidensiten, auch Isodensiten, bezeichnen Punkte, Flächen oder Linien gleicher Schwärzung bei einer halbton-fotografischen Vorlage.
- Äquidensiten, die von Halbtonbildern gemacht wurden, heißen Äquidensiten erster Ordnung und geben eine bestimmte Dichte des Originals wieder.
 Soll also eine Aussage gemacht werden über einen sehr begrenzten Dichteumfang, so reicht oft die Herstellung von Einzeläquidensiten, die aus der Art der Herstellung Äquidensiten erster Ordnung sind.
- Äquidensiten, die von Äquidensiten erster Ordnung gemacht wurden, heißen Äquidensiten zweiter Ordnung und geben zwei bestimmte Dichten des Originals wieder.
- Eine Äquidensitenschar erfasst mehrere Dichteumfänge in einem Bild. Dazu werden transparente Auszüge der erstellten Äquidensiten angefertigt, die dann passgenau übereinander montiert werden. Diese Auszüge können durch chromogene Entwicklung gefärbt werden, wodurch ein Farbschlüssel entsteht, wobei jede Farbe einen bestimmten Dichtebereich darstellt.

Zu ihrer Erzeugung gibt es zum Teil nur schwer kontrollierbare und schlecht reproduzierbare Verfahren, und zwar:
- Das Einplatten-Verfahren, besser bekannt als Sabattier-Effekt oder Pseudo-Solarisation
- Das Zweiplatten-Verfahren, auch besser bekannt als Tontrennung oder Negativ/Positiv-Verfahren
- Das Streulicht-Verfahren, wobei der Tyndall-Effekt benutzt wird
- Elektronische-Verfahren, wobei Video-Umsetztabellen Grautöne in farbige oder grau-Flächen verwandeln
- „Agfacontour Professional“ (ein kommerzielles Einplatten-Verfahren, siehe hier unten)
- Heute auch mit Hilfe der digitalen Bildbearbeitung unter Benutzung der Kurvenfunktion

Pseudo-Solarisation ruft eine teilweise Umkehr des Tonwertverlaufs hervor. Dadurch werden unterschiedliche Gegenstandshelligkeiten gleichen Grauwerten zugeordnet. Je mehr Sprünge die Tonwertkorrektur aufweist, desto mehr Linien gleicher Helligkeit erscheinen auf dem Bild. Je höher die Helligkeitsgradienten sind, desto dichter liegen die Äquidensitenlinien.
Eine große Vereinfachung und Reproduzierbarkeit brachte ein Äquidensitenfilm, der von der Firma Agfa-Gevaert entwickelt und 1970 unter dem Namen Agfacontour Professional auf den Markt gebracht worden war. Dieser Film war als Planfilm in den üblichen Formaten erhältlich und ermöglichte auf einfache Weise die direkte Herstellung von Äquidensiten.
Wichtig sind Äquidensiten für verschiedene Auswertungen mit elektronischen und fotografischen Verfahren:
- Astronomie[1]
- Elektronenmikroskopie[1]
- Plasmatechnologie[1]
- Interferometrie[1]
- Radiologie z. B. Mammographie[1] (Stellen gleicher Absorption)
- Autoradiographie[1] (Stellen gleicher Radioaktivität)
- Thermografie[1] (Stellen gleicher Temperatur)
- Auswertung von Aufnahmen in der Spannungsoptik[1]
- Interpretation von Luft- und Satellitenbildern[1] (Stellen gleicher Reflexion, gleichen Wachstums, gleicher geologischer Beschaffenheit usw.)

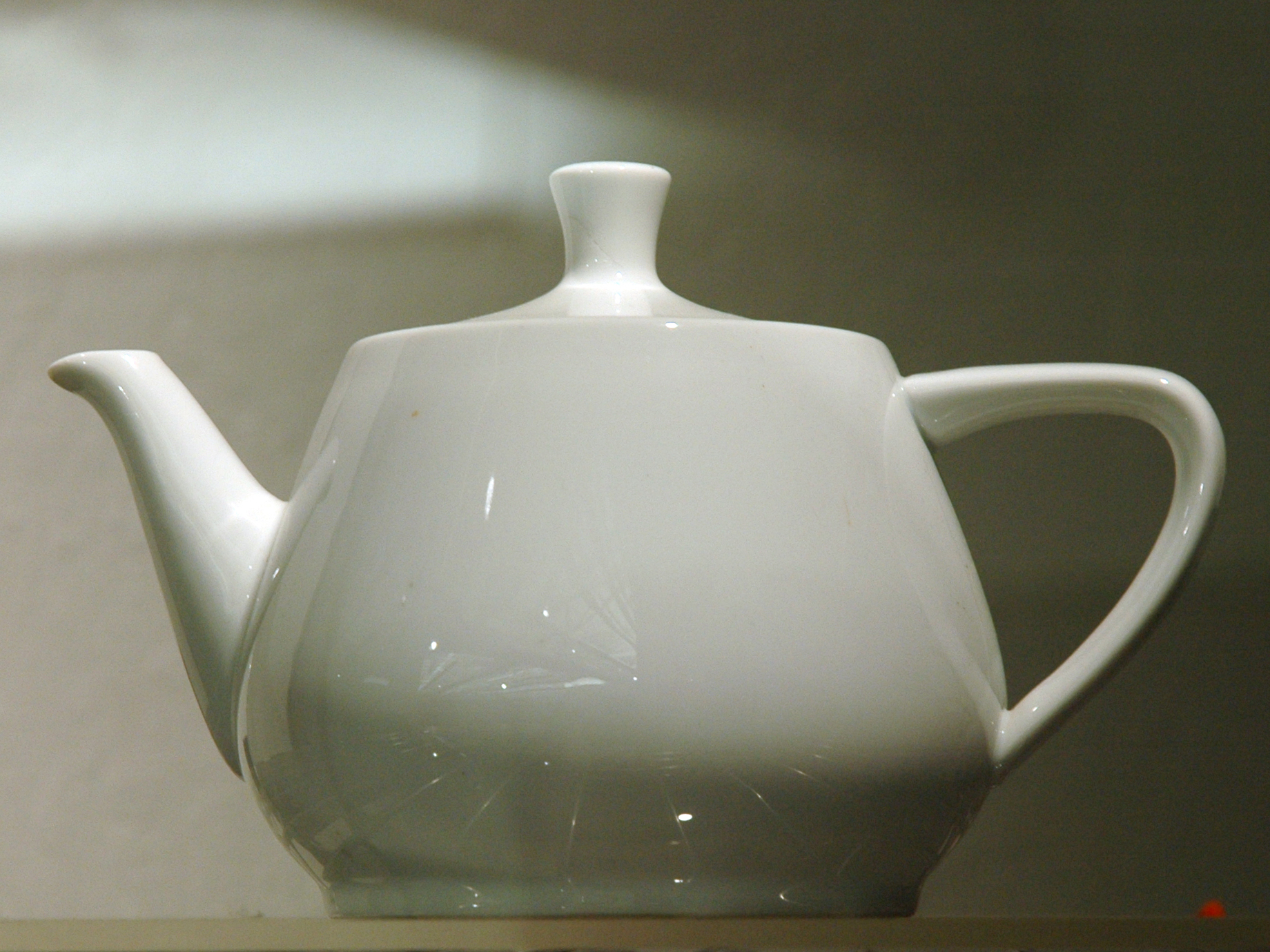
Ausgangsbild
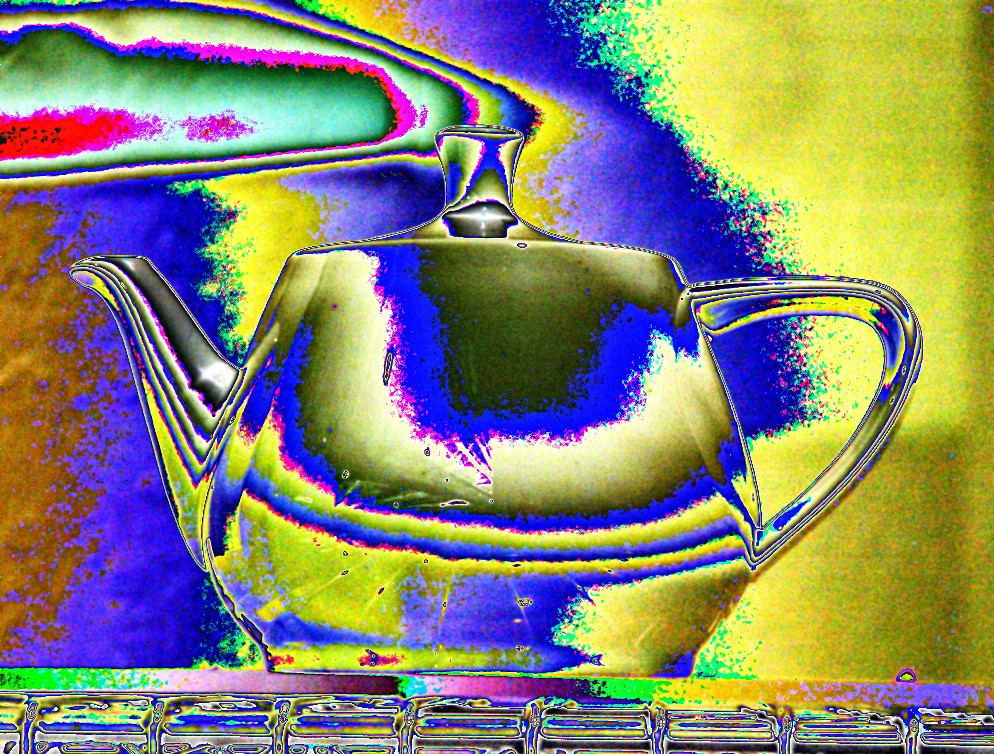
Äquidensitendarstellung. Die Farbsäume kennzeichnen Bereiche gleicher Helligkeit im Ausgangsbild.
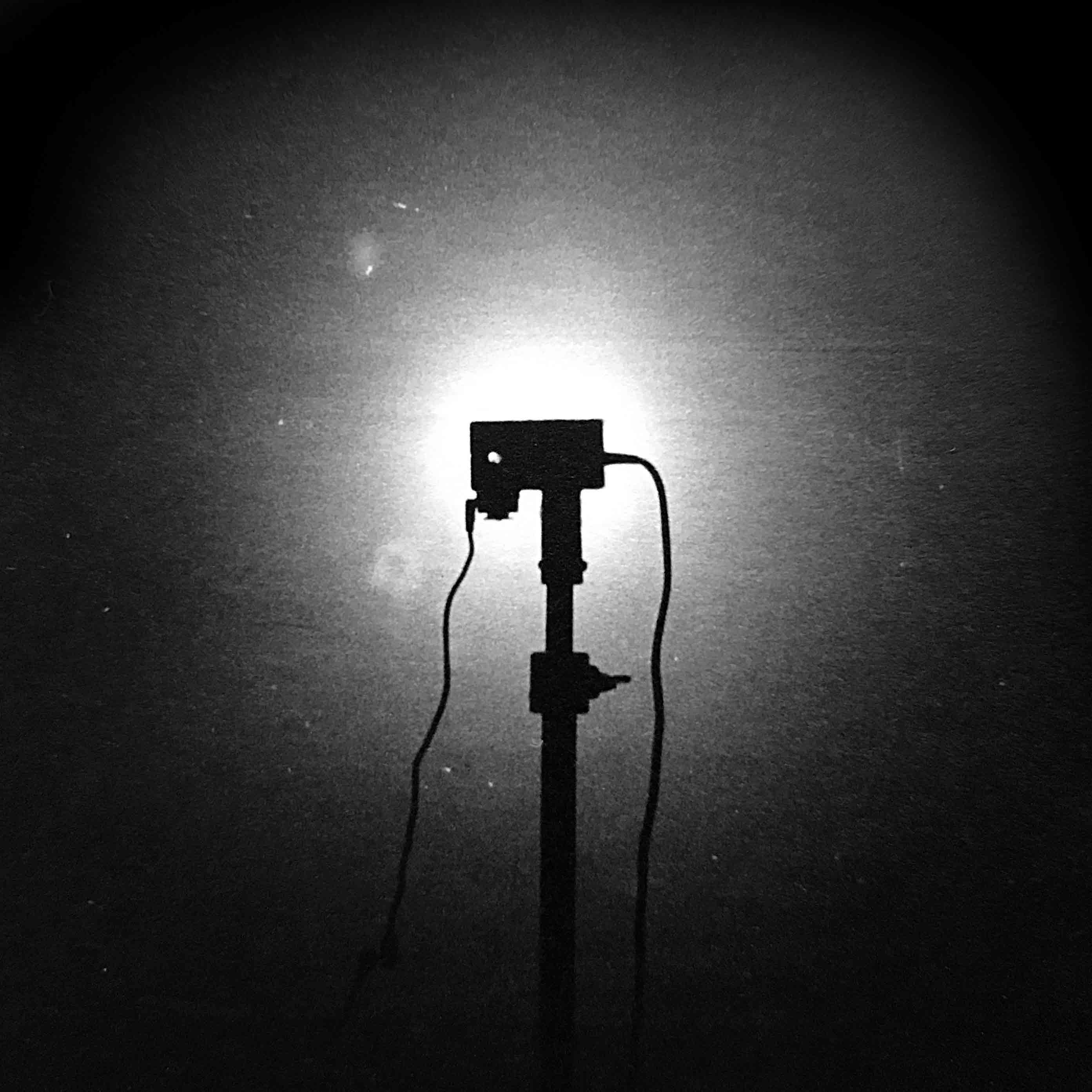
Blitz gegen weiße Wand
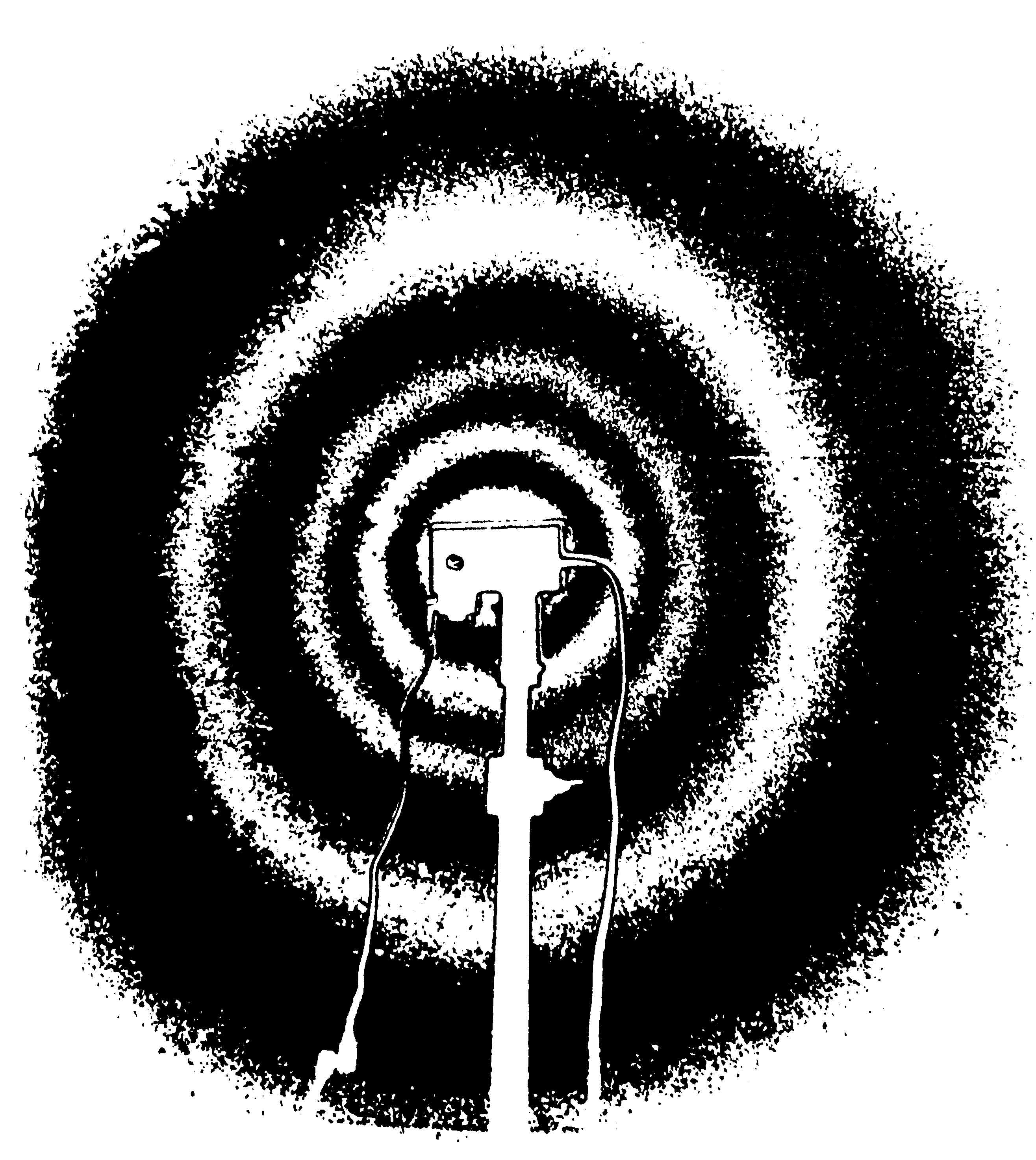
Blitz gegen weiße Wand, Äquidensitenschar erster Ordnung (Aufeinander legen mehrerer Transparenten)
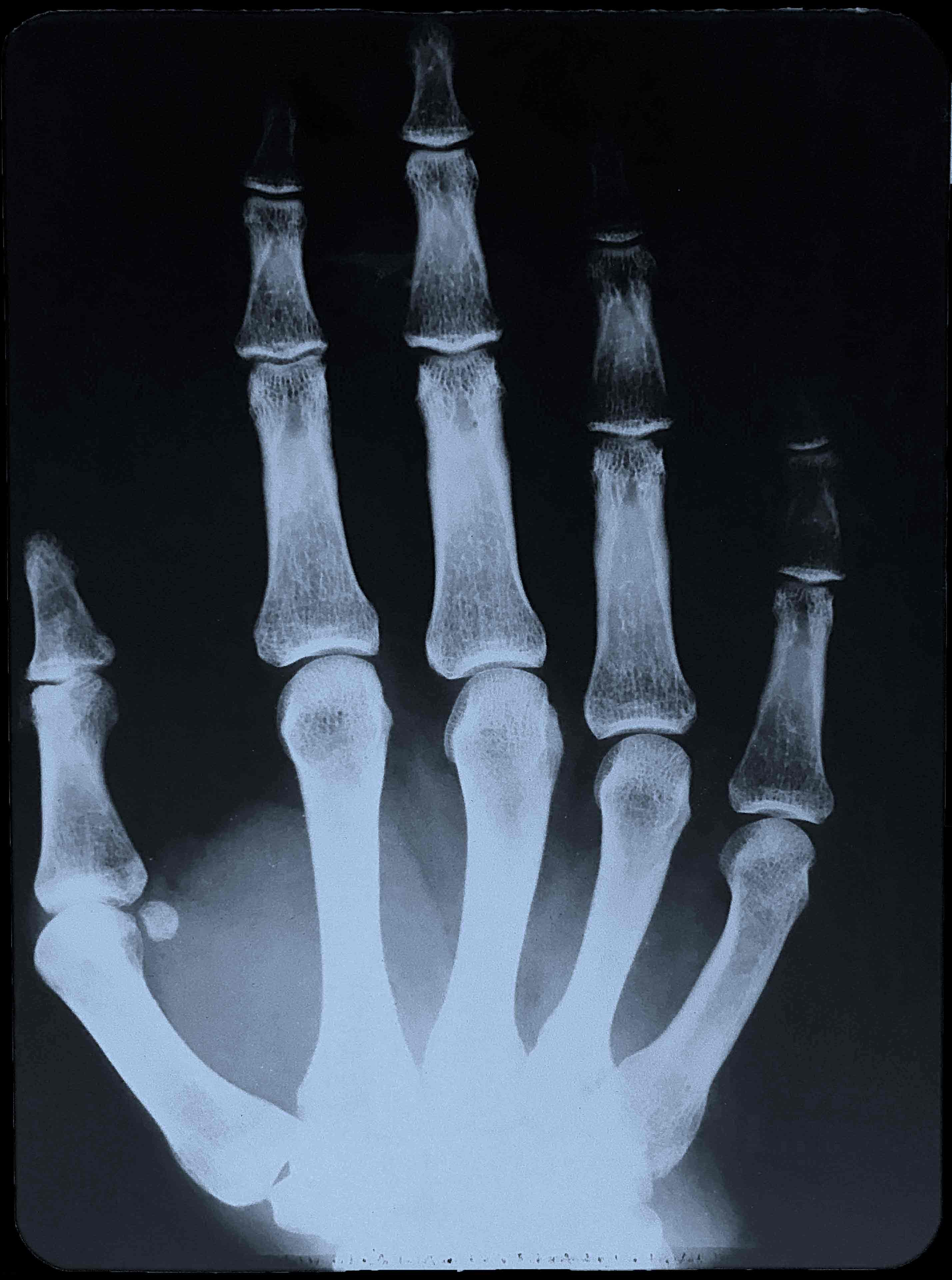
Röntgenaufnahme rechter Hand ohne Zeichnung in den Knochen im unteren Teil des Bildes
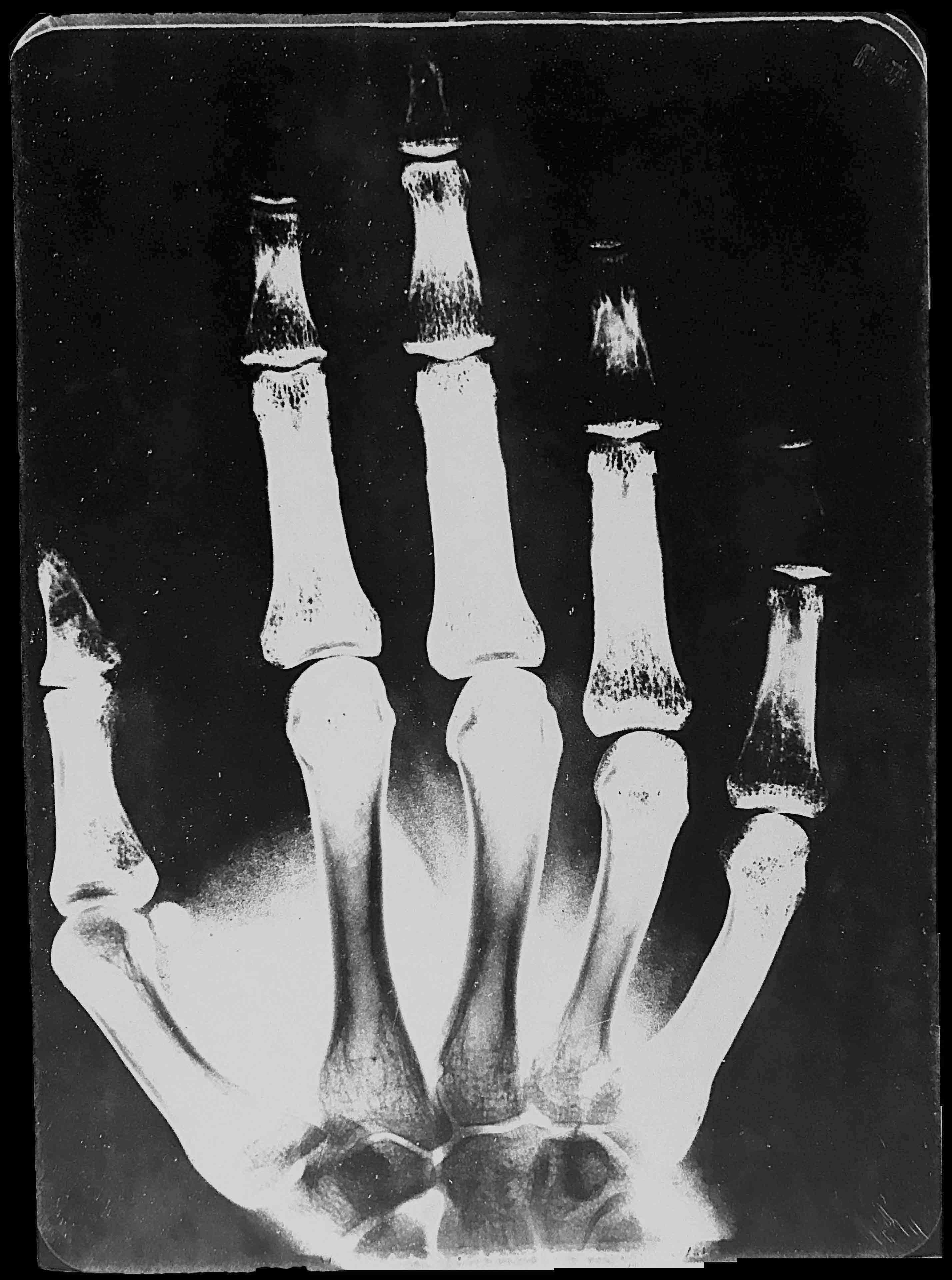
Vorlage: Röntgenaufnahme rechter Hand; S/W Äquidensiten erster Ordnung
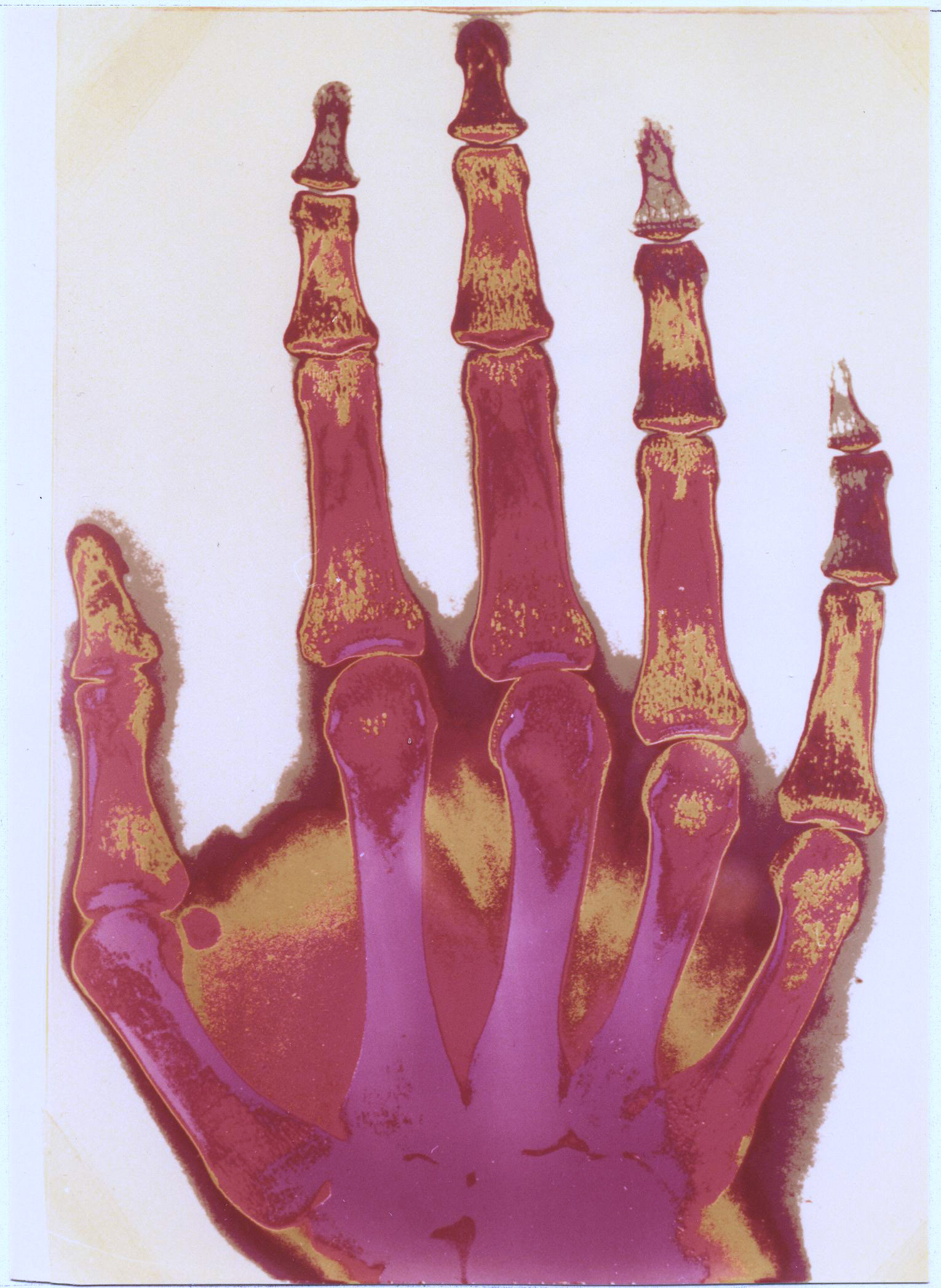
Vorlage: Röntgenaufnahme rechter Hand; farbige Äquidensitenschar